# 泸定桥战斗
泸定桥战斗，又称飞夺泸定桥，是中国工农红军红一方面军在长征途中与西康省的川军驻军发生的一次战斗。

## 战前
1935年5月24日，先头红1师第1团由先遣队司令员刘伯承、政委聂荣臻直接指挥，冒着大雨直扑安顺场。红1师第2、第3团由师长刘亚楼、政委黄甦率领，随后跟进。国民革命军川军刘文辉部第5旅余味儒团已在大渡河两岸安顺场至大冲一线布防，安顺场渡口北岸部署有韩槐阶一个营，南岸部署赖执中一个营。余团执行蒋介石命令，收缴大渡河南岸所有渡河船只及可用于渡河的材料，全部集中北岸销毁。一天前（5月23日）左权和刘亚楼率红五团攻占距安顺场三十余里的大树堡，并造船扎筏，安顺场守军以为红军要从大树堡强渡，加上天降大雨，对安顺场守备松懈。红一方面军红一团（团长杨得志、政委黎林）晚20时逼近安顺场，作战部署为孙继先第1营夺取安顺场，第2营向下游佯动，第3营为预备队。22时一营突袭安顺场，30分钟解决战斗，缴获守军营长赖执中准备北撤的一条小船。25日上午9时，红一团第2连连长熊尚林带队共计17人，乘坐船工帅仕高（帅老幺）、张子云、王有刚、郑本利8人驾驶缴获的唯一小船，强渡大渡河，刘伯承亲自在大渡河南岸指挥六挺重机枪、数十挺轻机枪和三门迫击炮组成的火力掩护队，第二波次8人携带2挺轻机枪登上北岸后，守军溃逃。但由于国军销毁了附近的船只，在北岸搜寻到的3只船需要修补，红一军团工兵连架设浮桥由于渡口水深流急，几次架桥都失败了。直到26日上午，使用仅有的四条船才把红一团全部渡过了大渡河。显然无法短期完成运输红一方面军渡河任务。
1935年5月26日中午，毛泽东、朱德、周恩来等人到达安顺场，听取红军先遣队司令员刘伯承（时任总参谋长）、先遣队政委聂荣臻（时任红一军团政委）详细汇报过河和架桥的情况后，当场拍板：红军沿大渡河两岸分路赶向安顺场以北一百七十公里的泸定桥，于是红军在安顺场执行了一个冒险的新计划：由刘伯承和聂荣臻率领第一方面军第一师和干部团（红军最精锐队伍，完全由干部组成）坐船渡江，为右路军，顺大渡河向北走，限两天半夺取泸定县城；红1军团军团部、红2师和红5军团为左纵队，由林彪指挥，沿大渡河左岸前进，其中左路军由王开湘、杨成武率领的红二师四团为前锋攻击前进。限三天夺取泸定桥。两路纵队同时溯河而上，会师并夺取泸定桥。军委纵队和红3、红9军团及红5团随左纵队后跟进。
但这个计划极为冒险，如果泸定桥被炸毁则完全落空；另外，泸定桥距离安顺场有160公里的陡峭的山路，这么长的山路上，并不知道会有多少川军阻击，也并不知道会有多少川军驻守在泸定县城，一旦无法顺利渡过大渡河，那么红军将被大渡河分割成两部分，当时毛泽东临时作出决定，如果两岸的红军无法再次集合，那么聂荣臻和刘伯承就在河东岸的川西打游击“再另搞一个局面”；中央和军委在川康边继续活动，寻机北上。
1935年5月26日，蒋介石由重庆行营飞赴成都坐镇指挥，电勉沿岸各部指挥官：
|  | 大渡河是太平天国石达开大军覆灭之地，今共军入此彝汉杂处、一线中通、江河阻隔、地形险峻、给养困难的绝地，必步石军的覆辙，希各军、师长鼓励所部建立殊勋。 |

四川省主席刘湘发布紧急通报，称红军面临“石达开第二”的危境，朱毛“直步石达开之后尘”，红军“前有大渡河，后有金沙江，‘西窜’又不可能，势必被消灭于大渡河附近”，全歼红军在此一举。24军军长刘文辉赶到汉源督战，急令其第4旅旅长袁国瑞率部增援泸定桥。

## 经过
5月27日晨， 团长黄开湘、政委杨成武等率领着左路军先头部队红一军团第二师红四团，2天行军了160公里。本来上级要求3天内到达泸定桥，红四团第一天行军遭到大渡河东岸敌军火力封锁，被迫爬山绕道前进，多走了很多路。在叶坪与当地抢粮的一个连敌军发生遭遇战。此后，道路桥梁却被敌破坏，全团伐木架桥，到下午才到达菩萨岗下，又被川军一个营挡住了去路，强攻得手。第一天行军40公里，在菩萨岗以北5公里处的什月坪宿营。第二天晨5时出发不久，接到骑兵通信员送来的林彪命令：
王（即黄开湘）、杨：军委来电限左路军于明天夺取泸定桥。你们要用最高速度的行军力和坚决机动的手段，来完成这一光荣伟大的任务。你们要在此次战斗中，突破过去夺取道州和5团夺鸭溪一天跑一百六十里的记录。你们是火线上的英雄，红军中的模范，相信你们一定能够完成此一任务的。我们准备祝贺你们的胜利!
              林、聂

红四团官兵在天下大雨的情况下，在崎岖陡峭的山路上跑步前进。位于石棉县与泸定县交界处的猛虎岗，上下各四十里，山顶隘口守军1个营，28日下午红四团趁浓雾奇袭，并直接冲溃据守磨西镇的守军团部，敌军溃散时破坏了磨西村东的大桥，红四团花费了两个小时架桥，傍晚时分到达了大渡河畔的一个小村子，距离泸定桥还有55公里。此时，右路军前卫红二团在政委邓华的指挥下第二天急行军五十余公里，到达德妥。

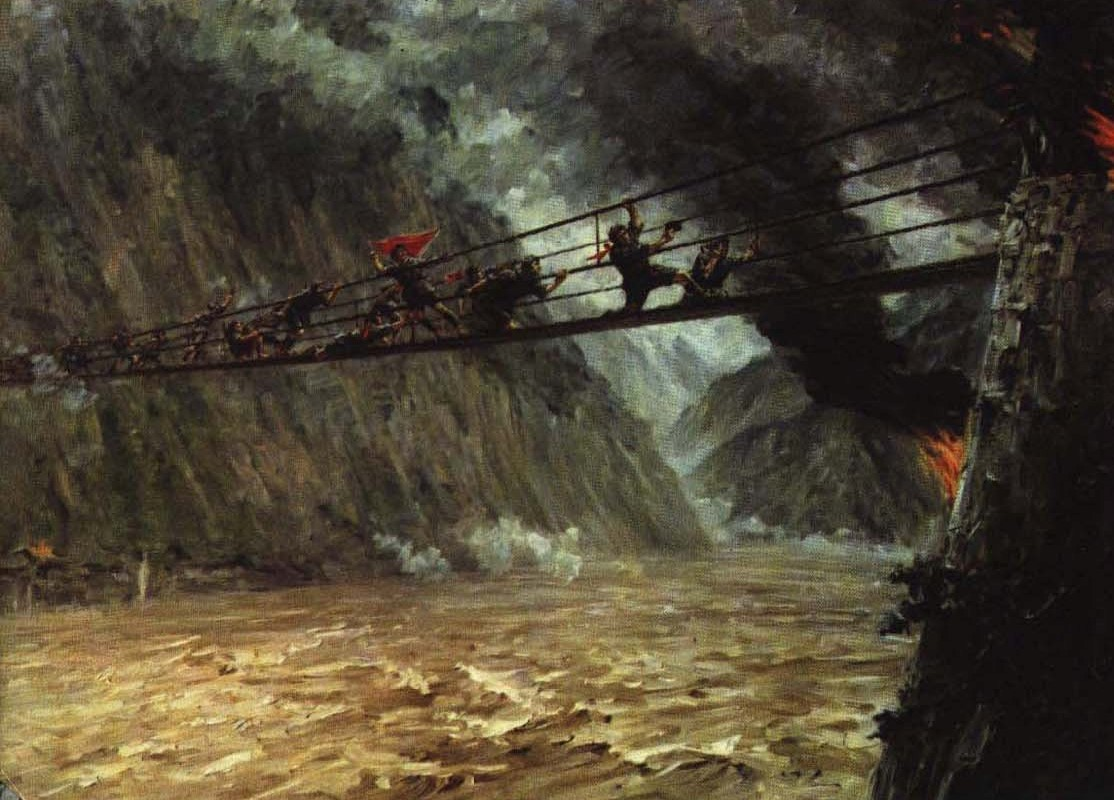
刘国枢油画《飞夺泸定桥》

5月28日傍晚，川军24军第4旅旅长袁国瑞率部到达大渡河右岸的龙八铺(今泸定县兴隆镇)，部署第38团举火把连夜赶往泸定镇布防；第11团在大渡河左岸龙八铺海子村一带阻击右路红一师，第10团为旅预备队。
5月28日当夜，红四团在大渡河西，川军第38团在大渡河东，都举火把连夜强行军。红四团彻底轻装，所有的牲口、行李、重武器随后跟进，并以军号、喊话伪装成川军。终于在5月29日凌晨6时许按时到达泸定桥西岸，以沙坝村天主教堂为指挥部，一昼夜奔袭120公里。 
此时桥东面据守的是5月28日急行军赶到的川军24军第2旅38团第3营，以及泸定县当地民团。桥板也已被守军收去。周营派遣连长饶杰（该连是军阀混战中收编的原滇军）进占桥头。为了以防万一，饶连长还是做了炸桥准备的，周营没有炸药，饶便集中全连上百手榴弹绑扎在桥头铁索上饶连长干完这些，就在桥头留下一个排。守桥排长在桥头阵地只留下两个班。
战前双方有喊话，红军方面向川军说：我们是北上抗日的，请你们让开路，不想和你们打。川军方面回应说：你们有本事就长翅膀飞过来。在这种形势下，4团的组成了由一营二连廖大珠为首的22人的突击队（另有说23人或21人），突击队员腰插手榴弹，驳壳枪（另一说身挂冲锋枪），背插马刀，冒着枪林弹雨，攀踏着铁索强攻前进。他们后面是连长王友才率领的三连，每人抱一块木板，在后面铺木板。三连的后面是全副武装的一连，任务是过桥后夺取对岸的敌军桥头工事，占领泸定城。以两个营组成火力支援队，以稠密的火力封锁河对岸通往桥头的道路，制止敌军从泸定西城门增援桥头。
5月29日下午4时，对泸定桥的总攻开始。红四团全部五十多名司号员一齐吹响冲锋号，火力队所有武器一齐向对岸开火。当突击队员到达河对岸时，守军点燃了堆放在桥头的浇上煤油的木板，意图把桥头铁索上绑定的上百颗手榴弹烧炸。突击队员不惧燃烧的火焰，冲到岸上，后续部队也随后跟上，经过两个小时的激战，消灭了守军，夺占泸定桥。
据杨成武回忆，22名突击队员都活了下来，但泸定桥纪念匾则记载有4名队员阵亡。另还有目击者称，只有5名战士突击成功，其他人都落入河里牺牲了。
川军24军第2旅38团团长李全山，亲自带了一个营在增援途中，本应在5月29日早晨赶到。但途中获悉周营已经进占泸定县城后李团决定避免夜雨行军、宿营休息。5月29日中午得知红军逼近就原路撤回。一说团长李全山当时在泸定城中，见守军崩溃逃往天全。
红四团猛攻泸定桥之前，右路军红二团在距泸定桥25公里的铁丝沟猛攻守军川军第4旅第11团。刘伯承亲自指挥，邓华率红二团第二营翻山绕到敌军侧后，肖华率一、三营正面强攻；大渡河左岸跟进的红一军团主力隔河展开强大火力支援红二团压制守敌；右路跟进的红三团一部协同攻击，最终突破守军阵地，猛追打垮了川军第24军第4旅旅部与预备队所在地龙八铺，川军向化林村溃退。此战牵制并打垮了川军第4旅主力两个团，确保了夺取泸定桥的红四团不受敌压迫。

## 战后

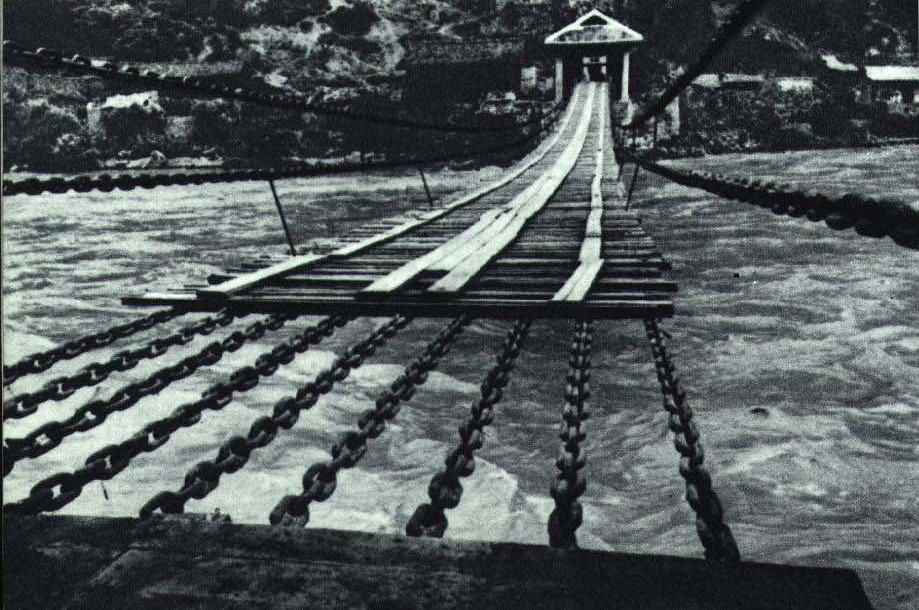
红军时期的泸定桥

5月29日晚22时许，刘伯承、聂荣臻率右路军红一师红四团先头部队进入泸定城，两军会合在泸定桥东岸。刘伯承走在泸定桥上，感慨万千，说：“这里应该立一个碑”。飞夺泸定桥的22名士兵得到了当时红军士兵所能够得到的最高奖赏：一身列宁服，一支钢笔，一个笔记本，一个搪瓷缸子和一双筷子。
陈云说：“如红军不能过桥，则安顺场渡河至北岸之一师，势将孤军作战，而南岸之红军主力则必走西康。西康则系游牧区域，粮食宿营，两感困难。而国民党军进剿则以雅安为后方，追剿部队虽感困难，但有后路接济，红军则极难克服困难也。”
5月30日，毛泽东、周恩来等到达泸定桥。毛泽东说：“过大渡河是红军长征途中最关键的事件。如果在那里失败了，它就很可能被消灭。这种命运，在历史上早有先例（指太平天国石达开）。”毛泽东曾作诗《七律·长征》，其中有“金沙水拍云崖暖，大渡桥横铁索寒”一段。
飞夺泸定桥之后，红军左、右路军会合于大渡桥的东岸，中央红军盼望与红四方面军会合的愿望越加强烈，他们将要北上穿越大雪山，选择最近的路线与红四方面军会合。
所有红军通過泸定桥后，毛澤東令紅九軍團政委何長工带队守到天全那边打完才带部队北上归队，国民革命军中央军薛岳部没能强渡过河。6月2日撤走前，何長工下令將9條底索每隔一條剪斷一條，共剪斷四條。导致行人只能扶着铁索慢慢通过泸定桥。刘湘花了好几万大洋，由朱铁匠的父親花了幾個月修復後，桥才能使用。

## 轶闻
根据2003年当地86岁的老人李国秀的目击陈述，他看到有22个红军过桥，老百姓在前面带路，红军跟在后面，几个老百姓被国民党击中掉进了河里，桥上没有木板，只挂着铁链。
美国国家安全顾问布热津斯基2005年在斯坦福大学的演讲，說到他1982年（时间存疑）与邓小平会面时，谈及飞夺泸定桥，邓说，“嗯，在我们的宣传中那就是这样了。我们需要它表达我们的部队的战斗精神。事实上，那是一个非常简单的军事行动。没什么大不了的。另一边只是使用老式步枪的军阀部队，而且人数也真的不那么多，但我们觉得有必要戏剧化一些”
旅英作家孙书云在2006年出版《长征》一书，曾来到了泸定桥现场考察。她对当地的一位老铁匠做了采访，老铁匠的证言如下：“桥的另一端只有一个中队。那天在下雨，当他们看到红军士兵的到来，他们惊慌失措地逃走了——他们的官员早已抛弃了他们。并没有太大的战斗。不过，我仍然对爬上铁链的二十二名士兵致敬。在过去的日子里，我的父亲和我一起检查过了桥，但我们坐在一个篮子里。那些人很勇敢，他们过得很快。”
泸定桥战斗的22位紅軍士兵，截止2011年，其中已有8位的姓名得到了确认。